# Coupe du monde féminine de baseball
Cet article traite de la compétition féminine. Pour la compétition masculine, voir Coupe du monde de baseball.
La Coupe du monde féminine de baseball est une compétition internationale mettant aux prises les sélections nationales féminines sous l'égide de la Fédération internationale de baseball. Cette épreuve se joue tous les deux ans depuis sa création en 2004.

## Histoire
La Coupe du monde est créée en 2002 et disputée pour la première fois au Canada en août 2004. Les équipes présentes en phase finale sont invitées par la fédération internationale de baseball. Cinq formations (États-Unis, Japon, Canada, Australie et Taïwan) participent à la première édition en 2004 et sept (Cuba et Hong Kong rejoignent les cinq fondateurs) en 2006. Huit équipes sont invitées en 2008: l'Inde et la Corée du Sud sont conviés tandis que Cuba n'est pas invité en 2008.
La Coupe du monde de baseball féminin 2010 s'est tenue à Maracay au Venezuela.
Onze équipes participent, un record depuis la création de l'événement. Elle a sacré le Japon pour la deuxième fois consécutive.
La prochaine édition se déroule en 2024 à Thunder Bay, au Canada.

## Format de compétition
Chaque équipe rencontre les autres dans une phase de poule dont ne sortent que les quatre meilleurs nations. La 1re affronte la 4e et la 2e la 3e. Les perdants jouent pour la médaille de bronze alors que les vainqueurs s'affrontent pour le titre en finale.
Les matchs ont une durée de sept manches, à l'exception des cas de figure où une équipe mène par plus de douze points d'écart à partir de la 4e manche ou dix points à partir de la 5e manche. Le match est alors gagné par l'équipe menant en mercy rule.

## Palmarès
| Année        | Lieu       | Équipes | Or                                                   | Argent                                               | Bronze                                               |
| ------------ | ---------- | ------- | ---------------------------------------------------- | ---------------------------------------------------- | ---------------------------------------------------- |
| 2004 Détails | Canada     | 5       | États-Unis                                           | Japon                                                | Canada                                               |
| 2006 Détails | Taïwan     | 7       | États-Unis                                           | Japon                                                | Canada                                               |
| 2008 Détails | Canada     | 8       | Japon                                                | Canada                                               | États-Unis                                           |
| 2010 Détails | Venezuela  | 11      | Japon                                                | Australie                                            | États-Unis                                           |
| 2012 Détails | Canada     | 8       | Japon                                                | États-Unis                                           | Canada                                               |
| 2014 Détails | Japon      | 8       | Japon                                                | États-Unis                                           | Australie                                            |
| 2016 Détails | Corée      | 12      | Japon                                                | Canada                                               | Venezuela                                            |
| 2018 Détails | États-Unis | 12      | Japon                                                | Taïwan                                               | Canada                                               |
| 2020 Détails | Mexique    | 12      | Édition annulée en raison de la pandémie de Covid-19 | Édition annulée en raison de la pandémie de Covid-19 | Édition annulée en raison de la pandémie de Covid-19 |
| 2024 Détails | Canada     | 12      |                                                      |                                                      |                                                      |

## Tableau des médailles
| Rang | Pays       | Or | Argent | Bronze | Total |
| ---- | ---------- | -- | ------ | ------ | ----- |
| 1    | Japon      | 6  | 2      | 0      | 8     |
| 2    | États-Unis | 2  | 2      | 2      | 6     |
| 3    | Canada     | 0  | 2      | 4      | 6     |
| 4    | Australie  | 0  | 1      | 1      | 2     |
| 5    | Taïwan     | 0  | 1      | 0      | 1     |
| 6    | Venezuela  | 0  | 0      | 1      | 1     |

## Bilan par nation et par édition
| Nation           | 2004               | 2006               | 2008               | 2010               | 2012               | 2014               | 2016               | 2018               | 2020 | 2024 | Nb. |
| ---------------- | ------------------ | ------------------ | ------------------ | ------------------ | ------------------ | ------------------ | ------------------ | ------------------ | ---- | ---- | --- |
| Australie        | 4                  | 4                  | 4                  | Médaille d'argent  | 4                  | Médaille de bronze | 5                  | 7                  | Q    | Q    | 8   |
| Canada           | Médaille de bronze | Médaille de bronze | Médaille d'argent  | 5                  | Médaille de bronze | 4                  | Médaille d'argent  | Médaille de bronze | Q    | Q    | 8   |
| Chine            | -                  | -                  | -                  | -                  | -                  | -                  | -                  | -                  | Q    | -    | 0   |
| Corée du Sud     | -                  | -                  | 6                  | 9                  | -                  | -                  | 6                  | 10                 | -    | Q    | 4   |
| Cuba             | -                  | 6                  | -                  | 6                  | 8                  | -                  | 8                  | 8                  | Q    | Q    | 5   |
| États-Unis       | Médaille d'or      | Médaille d'or      | Médaille de bronze | Médaille de bronze | Médaille d'argent  | Médaille d'argent  | 7                  | 4                  | Q    | -    | 8   |
| France           | -                  | -                  | -                  | -                  | -                  | -                  | -                  | -                  | Q    | Q    | 0   |
| Hong Kong        | -                  | 6                  | 8                  | -                  | -                  | 7                  | 10                 | 11                 | -    | Q    | 5   |
| Inde             | -                  | -                  | 7                  | -                  | -                  | -                  | 11                 | -                  | -    | -    | 2   |
| Japon            | Médaille d'argent  | Médaille d'argent  | Médaille d'or      | Médaille d'or      | Médaille d'or      | Médaille d'or      | Médaille d'or      | Médaille d'or      | Q    | Q    | 8   |
| Mexique          | -                  | -                  | -                  | -                  | -                  | -                  | -                  | -                  | Q    | Q    | 0   |
| Pakistan         | -                  | -                  | -                  | -                  | -                  | -                  | 12                 | -                  | -    | -    | 1   |
| Pays-Bas         | -                  | -                  | -                  | 10                 | 7                  | 8                  | 9                  | 12                 | Q    | -    | 5   |
| Philippines      | -                  | -                  | -                  | -                  | -                  | -                  | -                  | -                  | Q    | -    | 0   |
| Porto Rico       | -                  | -                  | -                  | 8                  | -                  | -                  | -                  | 9                  | -    | Q    | 2   |
| Rép. dominicaine | -                  | -                  | -                  | -                  | -                  | -                  | -                  | 6                  | -    | -    | 1   |
| Taïwan           | 5                  | 5                  | 5                  | 7                  | 6                  | 5                  | 4                  | Médaille d'argent  | Q    | Q    | 8   |
| Venezuela        | -                  | -                  | -                  | 4                  | 5                  | 6                  | Médaille de bronze | 5                  | Q    | Q    | 5   |
| Nations          | 5                  | 7                  | 8                  | 10                 | 8                  | 8                  | 12                 | 12                 | 12   | 12   | –   |